# Ignazio Michelotti
Ignazio Maria Lorenzo Michelotti (Torino, 22 gennaio 1764 – 11 marzo 1846) è stato un ingegnere e architetto italiano.

## Biografia
Architetto idraulico approvato dall'Università di Torino nel 1784, fu professore di geometria e ispettore generale del corpo reale degli ingegneri civili e minerari.
Socio delle Accademie delle Scienze di Modena e di Torino e della Reale Accademia di Agricoltura di Torino, fu professore straordinario di matematica presso la Regia Università (1799), direttore dei fiumi e ispettore superiore dei canali e bealere nazionali come idraulico nazionale (1800).
Nel 1798 fece parte della commissione dell'Accademia delle Scienze di Torino per stabilire l'unità fondamentale da porre alla base di un nuovo sistema di pesi e misure, insieme con il fratello Giuseppe Teresio, Tommaso Valperga di Caluso, Anton Maria Vassalli Eandi.
Tra il 1795 e il 1825 si occupò della progettazione di numerose opere idrauliche a Torino. Tra le più significative, il canale che fece costruire nel 1816 per deviare l'acqua del Po a valle del ponte Vittorio, fornendo energia ad alcuni opifici, ad un mulino e ad una ruota per il pompaggio dell'acqua. Il canale era lungo tre chilometri e fu costruito dagli operai scavando a mano per cinque mesi. Suscitò l'ammirazione dei contemporanei e fu citato anche dal filosofo Nietzsche: «ricco di acqua tra verdi sponde, un silenzio profondo». Negli anni trenta del XX secolo fu interrato con i detriti ricavati dalle macerie dell'antica Via Roma.
Oggi in quella zona sorge il Parco Michelotti: completamente recuperato nel 2022, fu prima sede dello zoo di Torino (chiuso nel 1987) e poi teatro pluriennale della mostra scientifica interattiva Experimenta.
Nel 1817 fu, insieme con Giorgio Bidone, tra i redattori del "Regolamento per le strade, ponti ed acque" voluto dal nuovo sovrano Vittorio Emanuele I. Fu ideatore e progettista di un collegamento tra Torino e il mare.
Nel 1832 fu sindaco di Torino, sino al 1833.